# Nazionale maschile di rugby a 15 di Trinidad e Tobago
La nazionale di rugby XV di Trinidad e Tobago è inclusa nel terzo livello del rugby internazionale, i suoi giocatori sono chiamati i "Calypso Warriors" (i guerrieri del Calypso).